# Jacob Tsur

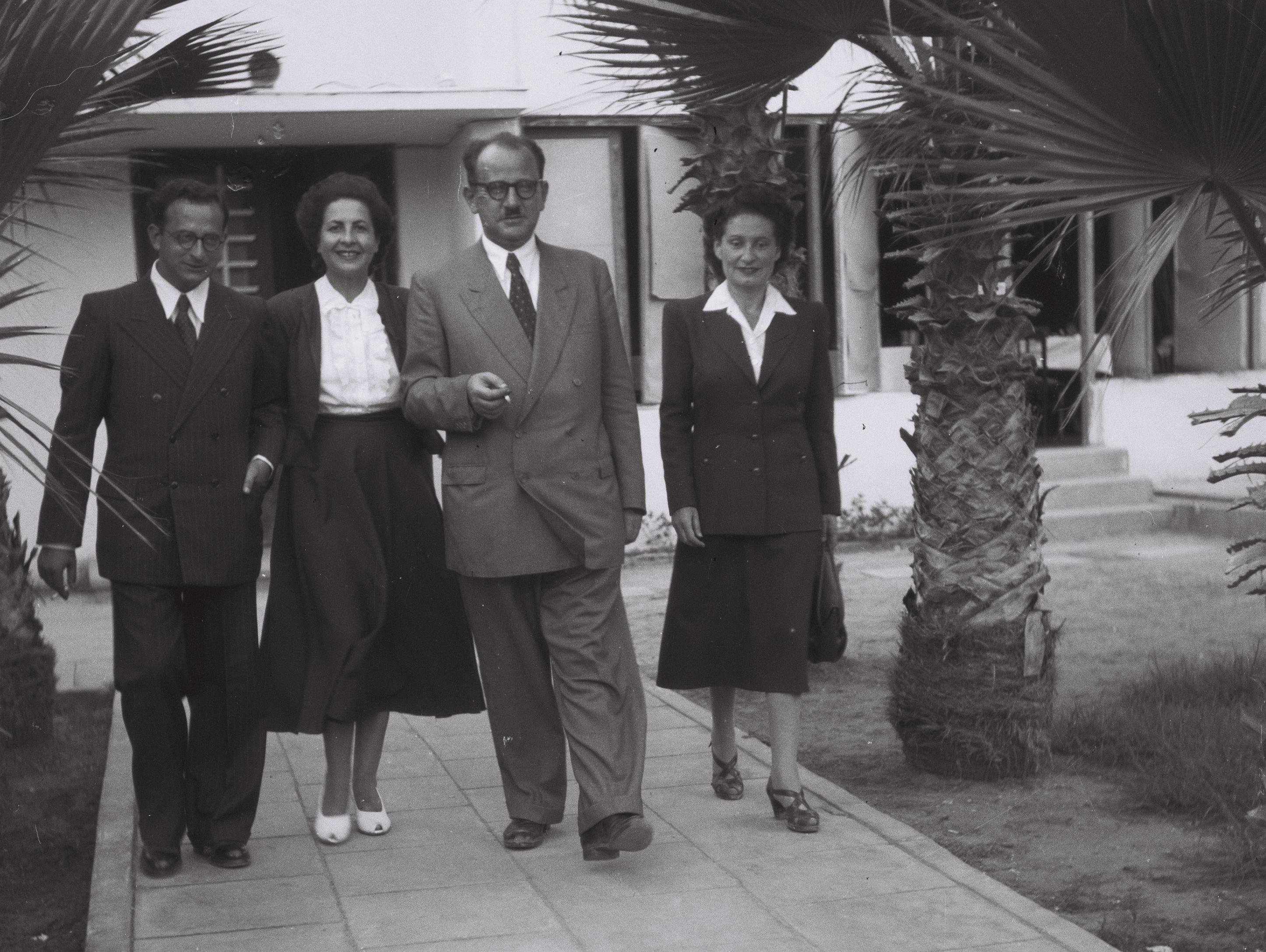
Délégation Israël-Uruguay en 1948.

Jacob Tsur, né à Vilnius en 1906 et mort en 1990, est un diplomate israélien, ambassadeur israélien en Argentine, en Uruguay, au Paraguay,  et au Chili (de 1949 à 1953), et en France (de 1953 à 1959).   
De 1961 à 1977, il est président du conseil d'administration du Kerel Kayemeth LeIsrael Jewish National Fund (KKL-JNF). 